# 川田瑠夏
川田 瑠夏（かわだ るか、1980年8月4日 - ）は、日本のソングライター、編曲家、キーボーディスト。ベリーグー所属。北海道出身。
早稲田大学人間科学部卒業。バークリー音楽大学卒業後、ベリーグー入社。

## 楽曲提供

### アーティスト
- Aice5
  - 裏・友情物語（作曲・編曲）
- アイドリング!!!
  - まけへんで（作曲・編曲）
  - Promise（作詞・作曲・編曲）
- AyaRuka
  - 押しちゃうぞ!!（作曲・編曲・歌）
  - ひだまり（作曲・編曲・歌）
- 飯塚雅弓
  - ファイト!! with MAYU☆夏SELECTION
    - Yeah! Yeah! Yeah!（編曲・キーボード）
    - befriend♡（作曲）

  - 君へ。。。 with MAYU☆冬SELECTION
    - 離れていても（編曲・キーボード）
    - 君へ（編曲・キーボード）
    - ふゆがきて（作詞・作曲・編曲・キーボード）

  - いちご。
    - 君の笑顔は僕の宝物（作曲・編曲・ピアノ）
    - It's Summer!!（作詞・作曲・編曲・ピアノ）
    - I.Chi.Go.（編曲・ピアノ）
- 上野樹里
  - えがおのはな（編曲）
- 大橋のぞみ
  - ノンちゃん雲に乗る
    - さんぽ（編曲）
    - 大きな古時計（編曲）
- 清竜人
  - GENERATION GAP なんて言わせない!（編曲・キーボード）
- 清竜人25
  - ねえねえ…（編曲）
  - マリッジブルーを抱きしめて♡（編曲）
- 佐々木彩夏
  - My Hamburger Boy（浮気なハンバーガーボーイ）（編曲・プログラミング・ピアノ）
- 新谷良子
  - HONEY TEE PARTY!（編曲・ピアノ）
  - Gift（作詞・作曲・編曲）
- TRUE
  - Swag!!!（ブラスアレンジ）
- 野中藍
  - キラリ（編曲）
- HIMEKA
  - 明日へのキズナ -Ballad Version-（アンドリュー・リムと共編曲）
- 福原遥
  - キッチンはマイステージ（共作詞・作曲）（作詞はTOMBOWと共作）
  - ミラクル☆メロディハーモニー（作詞・作曲・編曲）
  - ワクワクキッチンカーニバル（作詞・作曲・編曲）
    - レッツクッキン!（作曲・編曲）

  - ハッピー! クッキンタイム♪（作詞）
    - レッツクッキン!]（作曲・編曲）

  - クッキンアイドル アイ!マイ!まいん! まいん歌のレシピ1
    - 虹のむこうへ（編曲）
    - ダンスはホットに（作曲）
    - さあ炒めよう（編曲）
    - 煮込んでスマイル（編曲）

  - クッキンアイドル アイ!マイ!まいん! まいん歌のレシピ3
    - すりすりスリル（作曲・編曲）
    - スイーツプリンセス（作曲・編曲）

  - クッキンアイドル アイ!マイ!まいん! まいん歌のレシピ4
    - ハッピーを信じてる（作曲・編曲）
    - うれしいサプライズ（作曲・編曲）

  - クッキンアイドル アイ!マイ!まいん! まいん歌のレシピ5
    - スマイルキッチン（作曲・編曲）

  - パーティーはもうすぐ（作曲・編曲）
  - クルリの瞬間（作曲・編曲）
  - キャキャッとキャベツ（作曲・編曲）
  - まぜまぜタイム（作曲・編曲）
  - ころころがるるころガール（作曲・編曲）
  - おいしいがうれしい（作曲・編曲）
  - キラキラ夢のクリスマス（作曲・編曲）
  - 妖精のヒミツ（作曲・編曲）
  - きらきら☆デコレーション（作曲・編曲）
  - 明日もハピハピハッピネス!（作曲・編曲）
- 堀江由衣
  - True truly love（編曲・ピアノ）
  - モノクローム（作詞・作曲・編曲）
  - 夏の約束（作詞）
    - ハレノヒ幻想曲（作詞・作曲・編曲・コーラス）

  - 秘密
    - イマカラキミノモトヘ（作曲・編曲・ピアノ）
    - sky fish（作曲）

  - ワールドエンドの庭
    - Happy End（作詞）
    - ほんのちょっと（作詞・作曲・編曲・キーボード）
- 牧野由依
  - 囁きは"Crescendo"（作曲・編曲）
- MIKA
  - 魅惑のラヴィアンローズ（作曲・編曲）
- やなわらばー
  - 雨の物語（編曲）
- 悠木碧
  - プティパ
    - Baby Dolly Alice（作曲・編曲）
- 分島花音
  - still doll (オルゴール・ヴァージョン)（編曲）
  - 砂のお城 〜オルゴール・ヴァージョン〜（編曲）
  - sweet dreams（編曲）
- 高城れに(ももいろクローバーZ)
  - しょこららいおん（編曲）
- 堂本光一
  - Higher（作曲）

### アニメ・ゲームソング
- アイドルマスターシリーズ
  - THE IDOLM@STER LIVE FOR YOU!
    - シャララ（作曲・編曲）

  - THE IDOLM@STER SP
    - Do-Dai (REM@STER-B)（編曲）

  - THE IDOLM@STER 2
    - 星のかけらを探しにいこうagain (Version Chihaya)（編曲）
    - 何度も言えるよ（作曲・編曲）

  - THE IDOLM@STER MOVIE 輝きの向こう側へ!
    - 君が選ぶ道（編曲）

  - ぷちます! -PETIT IDOLM@STER-
    - WEDDING BELL（作曲・編曲）

  - THE IDOLM@STER RADIO
    - URGENT!!! (ニュー・アレンジ)（編曲）

  - THE IDOLM@STER CINDERELLA GIRLS
    - in fact（編曲）
    - Blooming Days（作曲・編曲）
    - メモリーブロッサム（編曲）
    - Darkness（編曲）
- 異国迷路のクロワーゼ
  - 風にまかせて（編曲）
- 一週間フレンズ。
  - 奏（かなで）（編曲・キーボード）[1]
- お兄ちゃんのことなんかぜんぜん好きじゃないんだからねっ!!
  - True Love（作曲・編曲）
- かってに改蔵
  - ドッキドキ! LOVEメール（編曲）
- 京騒戯画
  - Pure Heart!!（作詞・作曲）
- きんいろモザイク
  - 忍の創作劇（作曲・編曲）
- K
  - HAPPY DAYS?（作曲）
- げんしけん
  - ヨロイノハート（作曲）
- GOSICK -ゴシック-
  - KentAi to Konton（作曲・編曲）
- ご注文はうさぎですか??
  - お手伝いのラララン添えはいかがですか?（作曲・編曲）
  - 怪盗ラパン -The Phantom Thief Lapin- （作曲・編曲）
- さよなら絶望先生
  - 強引niマイYeah〜（作曲・編曲・キーボード）
  - オマモリ（作曲・編曲・キーボード）
  - 暗闇心中相思相愛（作曲・編曲・コーラス・ピアノ）
  - 絶望歌謡大全集#絶望歌謡大全集
    - 主人公（作曲・編曲・キーボード）

  - 絶望歌謡大全集#絶望歌謡大全集2
    - 36.7℃（主人公 その似）（作曲・編曲）
    - フラジール・ガール（作曲・編曲）

  - 絶望大殺界
    - ほれっ・ぽい（橋本由香利と共編曲）
- ストライクウィッチーズ
  - ストライクウィッチーズ 秘め歌コレクション
    - twinkle star（作曲・編曲）
    - GOOD MORNING!!（作曲・編曲）
    - ムーンライト・セレナーデ（編曲）
    - No One Knows M（作曲・編曲）

  - 白い森（編曲）
  - Doki:doki Symphony（作曲・編曲）
  - 夜間飛行（作曲）
  - Endless Sky（編曲）
  - 雨のちカモミール（作曲・編曲）
- ステラのまほう
  - プ・レ・ゼ・ン・ト（編曲）
- 聖闘士星矢Ω
  - 命の花（作詞・作曲）
- 聖痕のクェイサー
  - Flower Garden（作曲・編曲）
- そらのおとしもの
  - ERASE（編曲）
- デート・ア・ライブ
  - Hatsukoi Winding Road（作曲・編曲）
- とらドラ!
  - YES!（作曲・編曲）
- 夏のあらし!
  - あらしわらべ歌（編曲）
- 百花繚乱サムライガールズ
  - 消えない最後の夢よ（作曲・編曲）
- ふらいんぐうぃっち
  - 日常の魔法（編曲）
- まかでみ・WAっしょい!
  - 魅惑のラヴィアンローズ（作曲・編曲）
  - きみのひこうき雲（作曲・編曲）
- よくわかる現代魔法
  - Automatic analyzer（作曲・編曲）
- 輪廻のラグランジェ
  - かわいそうなシャチ（作詞・作曲・編曲）

## 劇伴作品
- クッキンアイドル アイ!マイ!まいん!（2009年、長谷川智樹、橋本由香利、宮崎誠、吉田建と共同）
- かってに改蔵（2011年）
- 閃乱カグラ（2013年）
  - 閃乱カグラ ESTIVAL VERSUS -水着だらけの前夜祭-（2015年）
- きんいろモザイク[2]（2013年）
  - ハロー!!きんいろモザイク（2015年）
  - きんいろモザイク Pretty Days（2016年）
  - きんいろモザイク Thank you!!（2021年）
- ご注文はうさぎですか?（2014年）
  - ご注文はうさぎですか??（2015年）
  - ご注文はうさぎですか?? 〜Dear My Sister〜（2017年）
  - ご注文はうさぎですか?? 〜Sing For You〜（2019年）
  - ご注文はうさぎですか? BLOOM（2020年）
- 彼女がフラグをおられたら（2014年、橋本由香利と共同）[3]
- 私がモテてどうすんだ（2016年）
- 学園ベビーシッターズ[4]（2018年）
- すのはら荘の管理人さん（2018年）
- 異世界かるてっと（2019年）
  - 異世界かるてっと2（2020年）
  - 劇場版 異世界かるてっと 〜あなざーわーるど〜（2022年）
- ミュークルドリーミー（2020年）
  - ミュークルドリーミー みっくす!（2021年）
- 氷属性男子とクールな同僚女子[5]（2023年）
- 白聖女と黒牧師[6]（2023年）
- アイドルマスター シンデレラガールズ U149（2023年、宮崎誠、睦月周平と共同）
- i☆Ris the Movie - Full Energy!! -（2024年、橋本由香利、設楽哲也、関向弥生と共同）
- 村井の恋（2024年）

## レコーディング参加
- ももいろクローバーZ
  - AMARANTHUS
    - 武陵桃源なかよし物語（ピアノ）
    - デモンストレーション（ピアノ）